# Атлетика на Универзијади 1959 — жене
На I Летњој Универзијади 1959. која је одржана у Торину Италија од 26. августа до 7. септембра 1959, такмичење у атлетици се одвијало на Олимпијском стадиону.
У женској конкуренцији такмичило се у 10 дисциплина.
Највише успеха је имала репрезентација Италије која је освојила укупно 10 медаља од чега 5 златних, 4 сребрне и 1 бронзану.
| Дисциплина    | Злато                | Сребро            | Бронза                 |
| ------------- | -------------------- | ----------------- | ---------------------- |
| 100           | Ђузепина Леоне       | Људмила Нејчејева | Катерин Капдевил       |
| 200           | Ђузепина Леоне       | Барбара Јанишевка | Људмила Нејчејева      |
| 800           | Никол Гулије         | Едит Шилер        | Клавдија Баниншева     |
| 80 препоне    | Нели Јелисајева      | Снежана Керкова   | Elzbieta Krzesinska    |
| 4x100 штафета | Совјетски Савез      | Италија           | Западна Немачка        |
| Скок увис     | Јоланда Балаш        | Валентина Балод   | Јарослава Јосвјаковска |
| Скок удаљ     | Елзбијета Кржесинска | Тамара Макарова   | Лариса Кулешова        |
| Бацање кугле  | Лидија Шарамович     | Милена Усеник     | Атонија Вехоф          |
| Бацање диска  | Ђерђи Хегедиш        | Еливија Ричи      | Ida Bucsányi           |
| Бацање копља  | Елвира Озолина       | Urszula Figwer    | Марија Дити            |

## Биланс медаља
| Плас. | Држава          | Злато | Сребро | Бронза | Укупно |
| ----- | --------------- | ----- | ------ | ------ | ------ |
| 1     | Совјетски Савез | 3     | 3      | 3      | 9      |
| 2     | Италија         | 2     | 2      |        | 4      |
| 3     | Пољска          | 1     | 2      | 2      | 5      |
| 4     | Бугарска        | 1     | 1      |        | 2      |
| 5     | Мађарска        | 1     |        | 1      | 2      |
| 5     | Француска       | 1     |        | 1      | 2      |
| 7     | Румунија        | 1     |        | 1      | 2      |
| 8     | Западна Немачка |       | 1      | 2      | 3      |
| 9     | Југославија     |       | 1      |        | 1      |
|       | Укупно          | 10    | 10     | 10     | 30     |